# Biblioteka Narodowa Gwinei
Biblioteka Narodowa Gwinei (fr. Bibliothèque nationale de Guinée) – biblioteka narodowa znajdująca się w stolicy Gwinei Konakry.

## Historia
Biblioteka powstała w 1958 roku, gdy kraj odzyskał niepodległość. 1 kwietnia 1944 roku powstał Centre IFAN (Centrifan) i był oddziałem Francuskiego Instytutu Czarnej Afryki (IFAN), który miał swoją siedzibę w Dakarze. Dekretem z 10 listopada 1958 roku Centrifan został przekształcony w Narodowy Instytut Badań i Dokumentacji Gwinei (Institut national de recherche et de documentation de Guinée). Biblioteka Narodowa i Archiwum Narodowe w ramach INRDG weszły w skład Wydziału Dokumentacji. W 1983 roku INRDG przekształcono w Centralny Instytut Koordynacji Badań i Dokumentacji Gwinei (Institut central de coordination de la recherche et de la documentation de Guinée (ICCRDG)), a dział dokumentacji podzielono na: Bibliotekę Narodową i Archiwa Państwowe. Następczynią ICCRDG była Dyrekcja Badań Naukowych i Technicznych (Direction de la recherche scientifique et technique (DRST)). Od marca 1986 roku Biblioteka Narodowa podlegała Ministerstwu Kultury, pomimo że DRST podlegała Ministerstwu Informacji, Kultury i Turystyki. Biblioteka do 1961 roku miała jednego wyszkolonego bibliotekarza (jedynego w kraju). W 1962 roku biblioteka przeniosła się do mniejszego i starszego budynku, ale w lepszej lokalizacji. Wtedy też pracę podjął kolejny, wykształcony we Francji bibliotekarz. Jednak obu wykształconych bibliotekarzy awansowano i przeniesiono gdzie indziej. W 1985 roku biblioteka utrzymywała się wyłącznie z darowizn.
W 1989 roku biblioteka została zamknięta, a zbiory liczącą od 40 do 60 tysięcy woluminów zbiory spakowano i umieszczono w magazynach. Część z nich znalazła się w piwnicy Palais du Peuple. Budynek przeznaczono na potrzeby ministerstwa zajmującego się kształceniem zawodowym (Ministère de l’enseignement technique et de la formation professionnelle). Dopiero po kilku latach bibliotekę ponownie otwarto w kompleksie muzealnym.

## Budynek
Nowy budynek biblioteki, pod który kamień węgielny wmurowano w 2015 roku, zbudowano w pobliżu Université Gamal Abdel Nasser w Konakry. Wcześniej biblioteka korzystała z budynku w kompleksie muzealnym. Uroczyste otwarcie budynku miało miejsce 22 kwietnia 2018 roku podczas uroczystości zakończenia roku, gdy Konakry pełniła funkcję Światowej Stolicy Książki. Wzięli w nim udział prezydent Alpha Condé, premier oraz minister kultury, sportu i dziedzictwa kulturowego. Koszt budowy wyniósł około 7 miliardów franków gwinejskich.

## Książki dla Gwinei
Wrocław jako Światowa Stolica Książki UNESCO 2016 zainicjował akcję przekazania do Gwinei 100 tys. elementarzy zbierając na druk i przekazanie książek gwinejskim szkołom 100 tys. dolarów. Projekt "Książki dla Gwinei" współfinansowało UNESCO i gmina Wrocław. Akcję koordynowała Fundacja Art Transparent. Dodatkowo pieniądze na zakup książek przekazało 500 darczyńców z Polski oraz Szardża (Stolica Kultury 2019). Okazją do takiej akcji było objęcie miana Światowej Stolicy Kultury 2017 przez Konakry. Elementarze oficjalnie przekazano podczas uroczystości otwarcia nowego gmachu Biblioteki Narodowej. Zostały one wydrukowane w Afryce. Wśród tekstów znalazło się kilka polskich wierszy przetłumaczonych na język francuski.

## Zbiory
Do końca 1967 roku zbiory liczyły 11 000 woluminów i 300 czasopism. Na mocy dekretu nr 290/PRG/73 z listopada 1973 roku biblioteka ma prawo do egzemplarza obowiązkowego. Drukarnia ma przekazać 15 egzemplarzy druków, wydawca 20 egzemplarzy, a redakcje gazet 8 egzemplarzy. Nie pozostają wszystkie w bibliotece, ale mają być przekazywane do innych instytucji, w tym do archiwum. W 2007 roku zbiory biblioteki liczyły ponad 50 tysięcy woluminów. W 2021 roku zbiory dokumentów liczyły 3 tysiące woluminów.

## Dyrektorzy
- Mamadou Madeira Keita (1944-1951)[1]
- Damien Dalméda (1951-1960)[1]
- Fanny–Isnard Lalande (1960 – ?)[1]
- Sidiki Kobélè Keïta ( ? – 1983)[1]
- Sabin Koné (1983 – 1985)[1]
- Lansana Sylla (1985-1986)[1]
- Kaba Marie-Thérèse Ehoulet (1986 – 2000)[1]
- Baba Cheick Sylla (2000 – 2017)[1]
- Mohamed Camara (2017-2019)[1]
- Pépé Koïvogui (od 2019)[1]